# Lygosoma carinatum
Espèce
Synonymes
- Riopa carinata (Darevsky & Orlova, 1996)

Statut de conservation UICN

 DD  : Données insuffisantes
Lygosoma carinatum est une espèce de sauriens de la famille des Scincidae.

## Répartition
Cette espèce est endémique de la province de Gia Lai au Viêt Nam.

## Publication originale
- Darevsky & Orlova, 1996 : A new species of slender skinks, Lygosoma carinatum (Sauria, Scincidae), from South Vietnam [in Russian]. Zoologicheskii Zhurnal, vol. 5, p. 791-795.